# Бассетт, Джонни
Джонни Бассетт (англ. Johnnie Bassett; 9 октября 1935, Марианна, Флорида, США — 4 августа 2012, Детройт, Мичиган, США) — американский блюзовый гитарист и певец. Десятикратный номинант Blues Music Awards в номинациях «Песня года» (1999), «Исполнитель современного блюза» (2000), «Исполнитель традиционного блюза» (1999, 2010), «Группа года» (2000, 2001), «Альбом традиционного блюза» (1999, 2010), «Блюзовый гитарист» (1999), «Лучший дебют» (1999). Создатель и лидер группы Johnnie Bassett & the Blues Insurgents.

## Биография
Джонни Бассетт родился в Марианне, штат Флорида в 1935 году, в 1944 году семья переехала в Детройт. Освоил гитару в 18 лет, когда его брат купил гитару и усилитель в ломбарде. Бассетт начал играть блюз, на котором он вырос, слушая отцовскую коллекцию пластинок и по радио. Ещё во Флориде на вечеринках в доме его отца бывали такие музыканты, как Тампа Ред, Биг Билл Брунзи и Лонни Джонсон, и лишь много позже Бассетт по его словам понял, что это были не просто друзья отца, а звёзды блюза. 
С  середины 1950-х стал гитаристом в группе Joe Weaver and the Bluenotes, которая побеждала в местных конкурсах талантов и аккомпанировала гастролирующим музыкантам, например Биг Джо Тёрнеру и Рут Браун, а также стала домашней группой Fortune Records, записавшись с 1953 по 1956 год на 46 дисках, выпущенных лейблом. Некоторое время работал с группой Miracles на Chess Record, записывая их дебютный сингл «Got a Job». В 1958 году Бассетт поступил на службу в армию США, затем, по возвращении в Детройт он работал с Bluenotes в качестве сессионного музыканта. В то же время  время он работал в группе Nolan Strong & the Diablos и с Эндрю Вильямсом. Как сессионный музыкант выступал на концертах в Детройте вместе с Джоном Ли Хукером, Альбертой Адамс, Лоуэллом Фулсоном и Диной Вашингтон. Большую часть следующего десятилетия работал в Сиэтле, играя с Тиной Тёрнер и Литтл Вилли Джоном. 
Свой дебютный студийный альбом Бассетт выпустил лишь в 1997 году в Голландии, затем два альбома были выпущены в США, со вторым из которых Cadillac Blues Бассетт собрал пять номинаций Blues Music Awards: «Исполнитель традиционного блюза»,  «Альбом традиционного блюза»,  «Блюзовый гитарист»,  «Лучший дебют» и с песней «Cadillac Blues» — «Песня года». Собрав группу Johnnie Bassett & the Blues Insurgents, музыкант стал с ней гастролировать как в США, так и за рубежом, записав ещё несколько успешных альбомов. Последний свой альбом I Can Make That Happen музыкант выпустил в 2012 году. Про него отзывались: «Возьмите базовую блюзовую атмосферу, добавьте немного джаза, немного R&B и капельку соула, и у вас получится рецепт по-настоящему приятного звука, который определяет этот новый альбом».
Джонни Бассетт умер от рака 4 августа 2012 года, оставив после себя жену, дочь и троих сыновей. В апреле 2022 года проект Killer Blues Headstone установил надгробие Джонни Бассета на Детройтском мемориальном кладбище в Уоррене, штат Мичиган.
Лауреат премии Detroit Music Award в номинациях выдающийся блюзовый/R&B-инструменталист (2006), выдающийся блюзовый исполнитель (2010, 2011), выдающаяся запись на малом/независимом лейбле (2010). Лауреат награды общества блюза Детройта за жизненные достижения (1994).
«Это один из тех артистов, у которых все просто сошлось — джаз, соул, блюз, R&B».
«Его стиль называли „до Motown“, который он отшлифовал, смешав влияния блюза, свинга и джаза».

## Дискография
- Live at the Montreux-Detroit Jazz Festival (1994)
- I Gave My Life to the Blues (1997), Black Magic
- Bassett Hound (1997), Fedora Records
- Cadillac Blues (1998), Cannonball Records
- Party My Blues Away (1999), Cannonball Records
- The Gentleman Is Back (2009), Mack Avenue Records[5]
- I Can Make That Happen (2012), Sly Dog Records